# Eric Spencer Wentworth-Fitzwilliam (9e comte Fitzwilliam)
Eric Spencer Wentworth-Fitzwilliam, 9e comte Fitzwilliam (4 décembre 1883 - 3 avril 1952) est un noble et homme politique britannique.

## Biographie
Eric est le fils du capitaine William Charles Wentworth-Fitzwilliam, quatrième fils de William Wentworth-Fitzwilliam (6e comte Fitzwilliam) et Constance Anne Brocklehurst.
Eric Fitzwilliam rejoint le Leicestershire Yeomanry en tant que lieutenant. Au déclenchement de la guerre en 1914, il obtient une commission temporaire, sert comme sous-lieutenant dans le Royal Army Service Corps de 1909 à 1917. Lorsque le 9e comte meurt en 1952, cette lignée de la famille s'éteint et les titres passent à son cousin au deuxième degré, Thomas Wentworth-Fitzwilliam (10e comte Fitzwilliam). Le 9e comte Fitzwilliam est enterré à l'église Holy Trinity à Wentworth .
En 1912, il épouse Jessica Gertrude Rowlands. Le mariage est dissous en 1917, et ils n'ont pas d'enfants.